# Anton Anderson
För andra betydelser, se Anton Andersson (olika betydelser).
Anton Albert Andrew Anderson, född 28 juni 1892 i Upper Moonlight, Ahaura på Sydön i Nya Zeeland, död 1960, var en amerikansk ingenjör och politiker. Han var chefsingenjör vid Alaska Railroad och (1956–1958) borgmästare i Anchorage i Alaska. Han har kallats "Mr. Alaska Railroad".
Anderson hade en svensk far och en irländsk mor. 1914 flyttade han från Nya Zeeland till USA för att arbeta som lantmätare i Hoquiam, delstaten Washington.
Politikern Mary Anderson (en) kom från samma svensk-irländska familj.